# Liste der Universitäten und Hochschulen in Kroatien
Dies ist eine Liste der Universitäten und Hochschulen in Kroatien. Das kroatische Ministerium für Wissenschaft, Ausbildung und Sport weist sieben staatliche Universitäten (kroatisch: Sveučilište) mit insgesamt 72 Fakultäten aus. 
Diesen in ihrer Ausbildung untergeordnet, gibt es in Kroatien außerdem zehn staatliche Hochschulen (auch Fachhochschulen oder Polytechnische Hochschulen nach kroatisch: Veleučilište genannt), vier staatliche fachspezifische Hochschulen (kroatisch: Visoka škola) sowie zwei private Hochschulen und 14 weitere private fachspezifische Hochschulen. 

## Staatliche Universitäten
| Universität                                | Gründungsjahr | Studentenzahl |
| ------------------------------------------ | ------------- | ------------- |
| Universität Zagreb                         | 1669          | 52.600        |
| Universität Rijeka                         | 1973          | 16.450        |
| Universität Split                          | 1974          | 26.000        |
| Josip-Juraj-Strossmayer-Universität Osijek | 1975          | 20.000        |
| Universität Dubrovnik                      | 2003          | 2.600         |
| Universität Zadar                          | 2003          | 6.000         |
| Juraj-Dobrila-Universität Pula             | 2006          | 5.000         |
| Universität des Nordens Varaždin           | 2015          | 5.000         |

Gegliedert nach Gründungsjahr; zur Universität Zagreb gehören auch die National- und Universitätsbibliothek Zagreb, die Kunstakademie Zagreb und die Musikakademie Zagreb.

## Staatliche Hochschulen
- Hochschule in Dubrovnik
- Hochschule Nikola Tesla in Gospić
- Hochschule in Karlovac
- Hochschule Marko Marulić in Knin
- Hochschule in Požega
- Hochschule in Rijeka
- Hochschule in Split
- Hochschule in Šibenik
- Hochschule Lavoslav Ružičkain in Vukovar
- Gesundheitshochschule in Zagreb
- Sozialwissenschaftliche Fachhochschule in Zagreb
- Technische Fachhochschule in Zagreb

## Staatliche fachspezifische Hochschulen
- Marinehochschule Rijeka
- Marinehochschule Split
- Lehrerhochschule Čakovec
- Lehrerhochschule in Zadar
- Polizeiakademie in Zagreb
- Wirtschaftshochschule Križevci
  - Lehrerhochschule Petrinja

## Private Hochschulen
- Katholische Universität Kroatien in Zagreb
- Hochschule in Varaždin
- Hochschule in Velika Gorica

## Private fachspezifische Hochschulen
- Amerikanische Hochschule für Management und Technologie in Dubrovnik
- Theologische Hochschule Makarska